# Radij Faritowitsch Chabirow

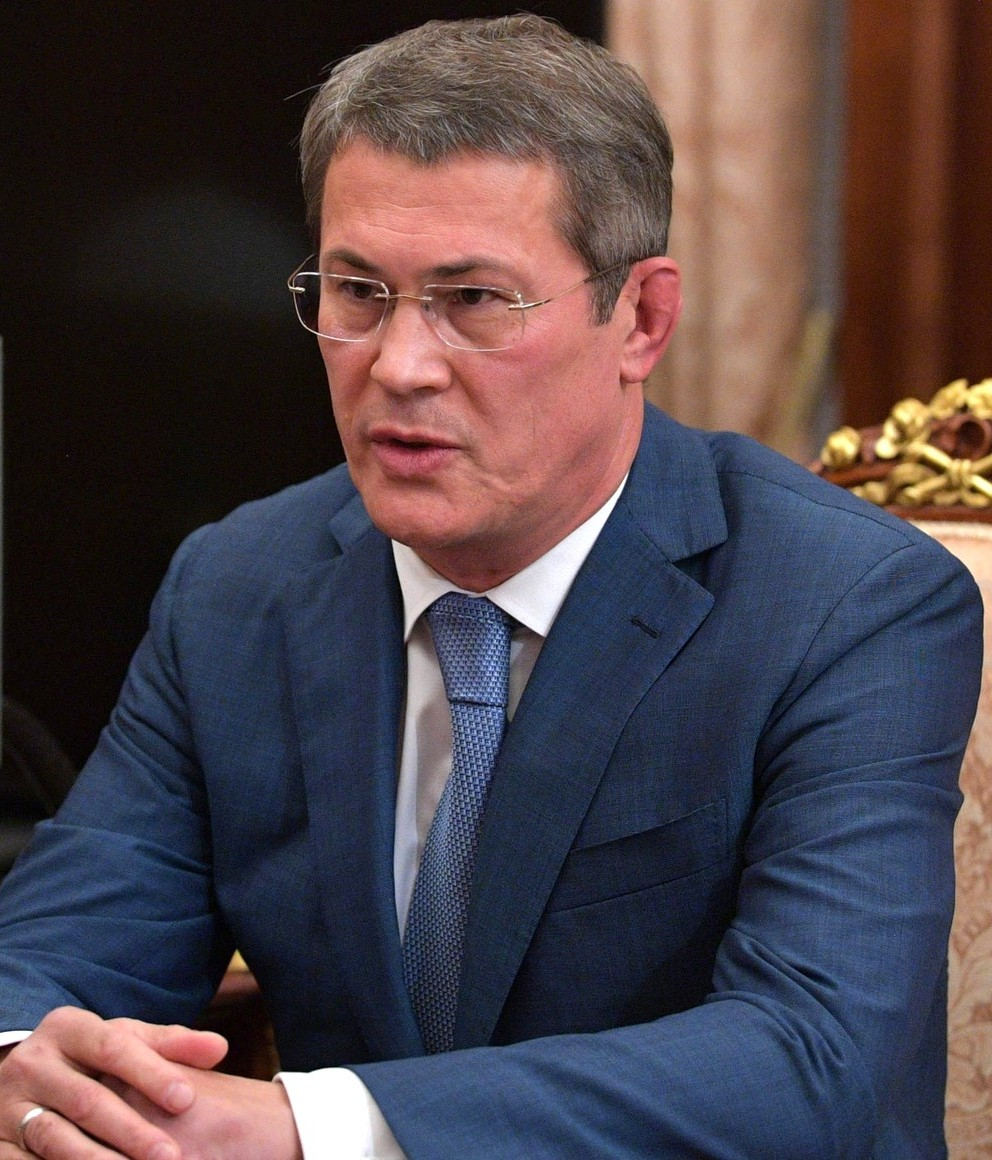
Radij Chabirow, Oberhaupt der Republik Baschkortostan

Radij Faritowitsch Chabirow (baschkirisch: Радий Фəрит улы Хəбиров, russisch: Радий Фаритович Хабиров, * 20. März 1964 im Dorf Sajranovo, Rajon Ischimbai, Baschkirische ASSR, RSFSR, UdSSR) ist ein russischer Politiker (Einiges Russland) und seit 19. September 2019 Oberhaupt der Republik Baschkortostan.

## Biographie
Chabirow wurde in eine Familie von Pädagogen geboren. Er ist der jüngste unter drei Söhnen.
Chabirow war Fräserlehrling von 1981 bis 1982 im Ischimbai-Werkes für Fahrzeugbau. Nachher leistete er seinen Grundwehrdienst in der Sowjetarmee von 1982 bis 1984 ab. Von 1984 bis 1989 studierte er an der juristischen Fakultät der Baschkirischen Staatlichen Universität. Danach war er als Assistent am Lehrstuhl für Staatsrecht und sowjetischen Aufbau an der juristischen Fakultät der Baschkirischen Staatlichen Universität (BSU) von 1989 bis 1992 tätig. Zeitgleich war er Vorsitzender des Gewerkschaftskomitees der Studenten der BSU. Von 1992 bis 1994 studierte er an der Bilkent-Universität in Ankara (Türkei). Nach seinem Abschluss dort wurde ihm der akademische Grad Magister verliehen. Im Anschluss war er von 1994 bis 2003 wieder an der BSU tätig, als Oberdozent bis 1998, als Prodekan und Hochschuldozent bis 2002 und als amtierender Direktor, Direktor der Hochschule für Rechtswissenschaften bis 2003. Danach wechselte er in die Politik.
Chabirow hat zwei Töchter aus erster Ehe mit Larisa Lukjanowa, mit der er von 1987 bis 2013 verheiratet war. Seine zweite Ehefrau Karine Chabirowa, geborene Awetisjan, entstammte einer armenischen Familie, hat aber auch georgische, belarussische und jüdische Wurzeln. Mit ihr zusammen hat er seit 2017 einen Sohn.

### Politische Karriere
Von September 2003 bis Juli 2008 war er Leiter der Präsidialverwaltung der Republik Baschkortostan und vom 27. August 2008 bis Dezember 2008 als Leiter der Abteilung für Zusammenwirken mit der Föderationsversammlung Russlands und den politischen Parteien des Amtes der russische Präsidialverwaltung für Innenpolitik tätig. Im Jahr 2009 übernahm er den Posten des stellvertretenden Leiters des Amtes der russischen Präsidialverwaltung für Innenpolitik bis zum 19. September 2016. Am 25. Januar 2017 wurde er amtierender Bürgermeister des Stadtkreises Krasnogorsk in der Oblast Moskau und ab dem 28. März 2017 Bürgermeister des Stadtkreises.
Seit dem 11. Oktober 2018 war er geschäftsführendes Oberhaupt der Republik Baschkortostan. Am Einheitstag der Stimmabgabe, dem 8. September 2019, wurde er mit einem Ergebnis von 82,02 % in der ersten Runde der Wahlen zum Oberhaupt der Republik Baschkortostan gewählt. Er trat am 19. September offiziell das Amt des Oberhauptes der Republik an. Seine Amtszeit endet 2024.

## Kritik
Im Vorfeld der Präsidentschaftswahlen 2003 in der Republik Baschkortostan warfen die Oppositionskandidaten Chabirow vor, eine geheime Druckerei zu betreiben, in der gefälschte Stimmzettel gedruckt worden seien. Ein Mitarbeiter der örtlichen Staatsanwaltschaft, der diesen Fall öffentlich gemacht hatte, wurde kurze Zeit später entlassen und die Ermittlungen eingestellt.

## Klassenrang
Aktueller Staatsrat der Russischen Föderation der Klasse 2 (seit dem 7. Mai 2009 gemäß dem Präsidialerlaß Nr. 520).

## Auszeichnungen und Titel
- 2014 Ehrenurkunde des Präsidenten der Russischen Föderation verliehen für Arbeitserfolge, bedeutenden Beitrag zur sozioökonomischen Entwicklung der Russischen Föderation, Verdienste um den humanitären Bereich, Stärkung von Gesetzlichkeit und Rechtsordnung, aktive Rechtsetzungs- und Öffentlichkeitstätigkeit, vieljährige gewissenhafte Arbeit[15]
- 2015 Orden der Pflichttreue der Republik Krim verliehen für Mut, Patriotismus, politisch-gesellschaftliche Aktivitäten, persönlichen Beitrag zur Stärkung der Einheit, Entwicklung und Gedeihen der Republik Krim und im Zusammenhang mit dem Tag der Wiedervereinigung der Krim mit Russland[16]
- Verdienter Jurist der Republik Baschkortostan[17]